# ジェブケ
ジェブケ（J̌ebke、生没年不詳）は、モンゴル帝国のカサル王家に仕えた千人隊長の一人で、ジャライル部の出身。『モンゴル秘史』では者卜客(zhĕbŭkè)と記される。

## 概要
1196年、モンゴル部の主チンギス・カンが積年の仇敵であるタタル部を討伐しようとした時、日頃から反抗的であった配下のジュルキン氏は出兵を拒否していた。その後、チンギス・カンはケレイト部や金朝と協力してウルジャ河の戦いでタタル部に勝利し、更に返す刀で出兵を拒否したジュルキン部をも殲滅してしまった。ジュルキンの遊牧地を奪ったチンギス・カンの下にやってきたのがジャライル部族の有力者グウン・ゴア、チラウン・カイチ、ジェブケの3人で、この3人は元来ジュルキンの配下にあったが、ジュルキンの滅亡にあって今度はチンギス・カンに忠誠を誓うこととなった。
グウン・ゴアとその子のムカリ、チラウン・カイチとその一族がチンギス・カンに直接仕えることになったのに対し、ジェブケのみはチンギス・カンの弟のジョチ・カサルに与えられ、この後ジェブケは長くカサル家に仕えるようになる。なお、『モンゴル秘史』によるとこの時ジェブケはまだ幼児であったボロクルをチンギス・カンの下に連れきたとされるが、この逸話は史実とは異なると考えられている。
1206年、モンゴル高原を統一したチンギス・カンがモンゴル帝国を建国すると、ジェブケもまた帝国の中核たる95の千人隊長の一人に任ぜられた。また、チンギス・カンによる諸子諸弟への分封が始まると、以前からジョチ・カサルに仕えていたジェブケは改めてカサルの王傅に任ぜられた。『集史』「チンギス・カン紀」ではカサル家には「1つの千人隊」が与えられたと記されているが、この「1つの千人隊」とはジェブケ率いる千人隊のことであると考えられている。
建国直後のモンゴル帝国ではコンゴタン部出身のココチュが宗教的権威を背景にチンギス・カン一族を上回る権勢を誇っており、カサルらチンギス・カンの弟たちはココチュの下風に立たされた。ある時、カサルはココチュの一族に取り囲まれて打ち据えられたが、別件で怒っていたチンギス・カンはカサルの訴えを取り上げなかった。更にココチュはチンギス・カンに「カサルは帝位を狙っている」と讒言したため、カサルを疑ったチンギス・カンは自らカサルの下を訪れた。事態を知ったオッチギン家に仕えるクチュとココチュがホエルンに注進し、ホエルンの説得によってカサルは罰を受けなかったが、チンギス・カンはカサルに対する疑いを完全に棄てたわけではなかった。
後にチンギス・カンは密かにカサルの有する遊牧民を奪いとり、このことを知ったジェブケはバルグジン地方にまで逃れてしまった。この後のジェブケの活動については記録がない。なお、『集史』がジェブケの名前を記さず、「一つの千人隊」としか記されないのは、このジェブケの脱走事件が影響しているのではないかと考えられている。